# عين الصفا
عين الصفا (بالإنجليزية: AIN SFA)‏ هي جماعة قروية تابعة لعمالة وجدة أنكاد ضمن جهة الجهة الشرقية بالمغرب.  بلغ مجموع عدد سكان   عين الصفا حسب إحصاءات 2004 حوالي 5082  نسمة من بينهم 5 أجانب يعيشون في  837 أسرة.

## إحصاء عام
| السنة | عدد السكان | عدد الأسر | عدد الأجانب |
| ----- | ---------- | --------- | ----------- |
| 1994  | 5727       | 832       | °°°°        |
| 2004  | 5082       | 837       | 5           |